# Louis Tardy
Pour les articles homonymes, voir Tardy.
Louis Tardy, né à Coulon (Deux-Sèvres) le 4 juin 1875 et mort à Paris le 6 mai 1961, est un ingénieur agronome et un banquier qui a joué un rôle significatif dans l'histoire du Crédit agricole.
Il est grand-croix de la Légion d'honneur.

## Biographie
Fils d'un propriétaire exploitant agricole, le jeune Tardy effectue une brillante scolarité au Lycée Fontanes à Niort. Ceci lui permet d'obtenir une bourse d'études à l'Institut national agronomique en 1894. Il y obtient le diplôme d'ingénieur agronome en 1897.
En 1898, il entre au musée social, rapporteur de la section agricole, c'est là qu'il a ses premiers contacts avec le Crédit agricole mutuel qui vient de voir le jour.
En 1901, il participe à la fondation de la Caisse régionale de Crédit agricole d'Île-de-France, qu'il dirige jusqu'en 1904.
Après la Première Guerre mondiale, fonctionnaire au ministère de l'Agriculture, il se consacre pleinement au Crédit agricole afin d'en compléter les structures. Ainsi la loi du 5 août 1920 donne naissance à l'Office national du Crédit agricole dont il est nommé directeur et qui devient en 1926 la Caisse nationale de Crédit agricole.
En 1940, il se retire à Coulon et devient administrateur de la Caisse régionale de Crédit Agricole des Deux-Sèvres (devenue depuis 1995 la Caisse régionale de Crédit Agricole Charente-Maritime Deux-Sèvres). Il en prend la présidence en 1946. Il présida aussi à cette époque la Fédération nationale du Crédit agricole, dont il fut l'un des fondateurs en mai 1945.
Il fut également maire de Coulon à partir de 1947. Le quai central y porte son nom.

## Décorations
- Grand-croix de la Légion d'honneur (8 décembre 1950)[1]